# Cattedrale di Almería
La cattedrale di Santa María dell'Incarnazione (in spagnolo: Catedral de santa María de la Encarnación) è il principale luogo di culto del comune di Almería, in Spagna, sede vescovile dell'omonima diocesi.

## Storia
Dopo il crollo di una chiesa collocata nel medesimo sito della costruzione attuale a causa del terremoto del 1522, il vescovo di Almeria frà Diego Fernández de Villalán, ordina a Diego de Siloé di progettare una nuova chiesa in stile tardogotico che avesse anche funzione di difesa del territorio, per neutralizzare gli attacchi frequenti di pirati e dei neri in rivolta. La costruzione termina circa 40 anni dopo (1564), con un disegno differente dall'originale perché Juan de Orea introduce nella costruzione elementi rinascimentali. Dopo altri attacchi di pirati algerini, la chiesa fu per due volte ulteriormente rinforzata (1620 e 1635) ma mai terminata. Solo durante il periodo del neoclassicismo, Ventura Rodríguez aggiunse un chiostro, l'altare maggiore e il tabernacolo.

## Esterni

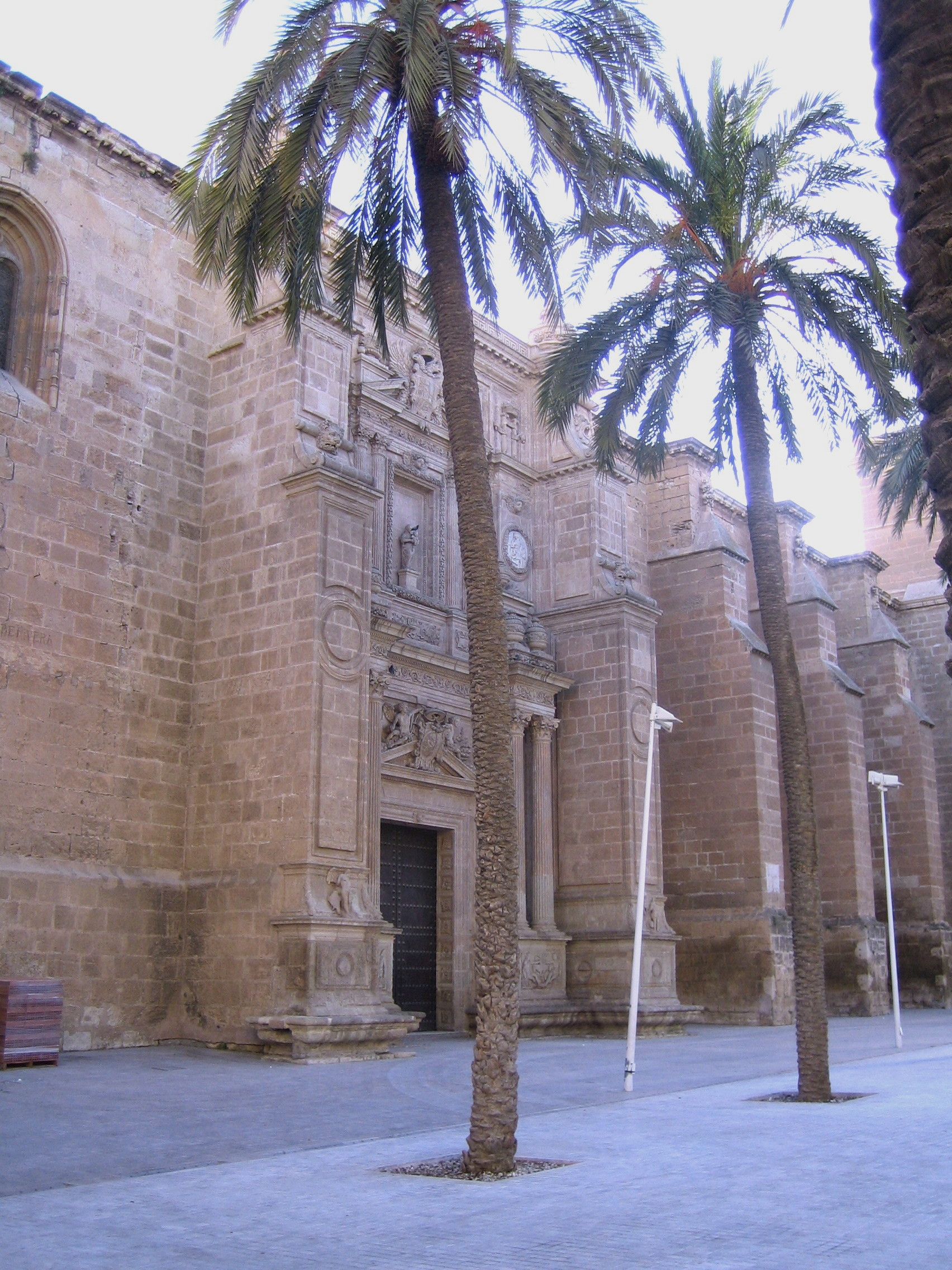
Dettaglio della facciata

La cattedrale appare all'esterno come un castello fortificato rettangolare che ha al suo interno la chiesa su un lato, il chiostro al centro e una fortificazione muraria sul lato opposto. Tutta la costruzione presenta parapetti, aperture sui muri per consentire il fuoco dall'alto, scappatoie e torri di guardia, due (XVII secolo)  sui lati opposti alla chiesa vera e propria e una che all'interno corrisponde ad una delle cappelle dell'abside. Ma sono i due portali delle facciate a essere gli elementi più rilevanti. Nella porta principale (1567-1570) realizzata da Juan de Orea non al centro della facciata, il rinascimento penetra prepotentemente nel disegno tardogotico. La porta è progettata su tre livelli: il primo è dedicato al vescovo Villalán, il secondo alla Incarnazione della Vergine Maria, il terzo a Carlo V.  Nel primo corpo, le colonne corinzie appaiate su plinti e nicchie prendono a modello l'arco di trionfo romano; sul basamento immagini di angeli e nel timpano lo stemma del vescovo. Nel secondo corpo, le colonne appaiate racchiudono in una nicchia la Vergine che tiene in braccio il Bambin Gesù e nei medaglioni, a destra, statua di San Pietro e, a sinistra, statua di San Paolo. Nel timpano del terzo corpo, lo stemma di Carlo V.  Sopra i contrafforti, giganteschi vasi quasi a delimitare la facciata.
Sul lato di ponente è posta la Porta dei Perdoni (1569), realizzata anche questa da Juan de Orea, che segue lo schema della porta della facciata principale, anche se in maniera meno decorata. La porta ha, perciò, tre corpi: quello basso riporta le doppie colonne con plinti della facciata principale, ma il timpano presenta soltanto una testa d'angelo sormontata dallo stemma del vescovo; quello intermedio ha colonne ioniche, e nella nicchia un'altra testa d'angelo e ai lati due teste di leone con vasi; nel corpo superiore, infine, altra testa d'angelo sormontata da un'aquila con lo stemma di Filippo II.
Fuori dal perimetro rettangolare della costruzione, è posto il campanile che conta otto campane. La più grande (1805) è chiamata Campana Grassa; delle altre sette, quattro (1942) furono fabbricate da Fernando Villanueva Sáenz, due (1781) da José Corona e una (1940) nella fonderia Oliveros.

## Interni
La chiesa presenta sulla sinistra della porta principale un deambulatorio a cui sono addossati tre torrioni, due circolari e uno ottagonale. Di fronte alla porta una navata che precede sulla sinistra l'altare maggiore e sulla destra un coro e un transcoro che si presentano per primi entrando dalla Porta dei Perdoni. Sulla destra di questa porta, il chiostro e, più avanti, la sacrestia. La luce proviene da vetrate che ornano l'arco che precede la cupola, opera di Juan de Orea; gli archi che sostengono la cupola e le navate sono a sesto acuto.
La cappella maggiore (1553), rinnovata all'epoca del vescovo Claudio Sanz y Torres da Ventura Rodríguez (1776) con l'aggiunta di un pulpito, un altare in marmo e diaspro e un retablo in cui spiccano opere di un periodo precedente come alcune sculture che rappresentano Scene della vita della Vergine Maria, un Calvario attribuito a Pablo de Rojas, contengono anche un quadro barocco raffigurante la Vita della Madonna di Antonio García Puerta e un tabernacolo dovuto allo scultore Eusebio Valdés con statue di Juan de Salazar y Palomino. In alto statue degli otto padri della Chiesa.
Delle tre cappelle del deambulatorio, la prima a sinistra è dedicata alla Nostra Signora della Pietà, costruita da Juan de Orea, che contiene la sepoltura del vescovo Antonio Corrionero de Babilafuente, una statua di Pietà (1936) di José María Hervás e il retablo (1970) di Jesús Pérez de Perceval y del Moral che contiene due interessanti quadri (1687) di Alonso Cano. La seconda, quella del Santo Cristo, contiene la sepoltura in alabastro del vescovo Villalán, opera di Juan de Orea (1560), e il bassorilievo del Sole di Portocarrero, oggi simbolo della città. La terza, dedicata a San Indalecio, è stata interamente ricostruita dopo la distruzione avvenuta durante la Guerra Civile Spagnola.
Il coro presenta una serie di stalli a due livelli con bassorilievi che rappresentano la vita dei profeti, gli apostoli e alcuni santi del testamento (1561). Sui lati due organi barocchi (1770), uno di Diego López y Anselmo Espinar, l'altro di Leonardo Fernández Dávila.
Il transcoro (1772), di Ventura Rodríguez è in marmo rosso.
Appaiono poco rilevanti le quattro cappelle sulla destra della Porta dei Perdoni, mentre la Sacrestia ha una magnifica decorazione di medaglioni e cornicioni appoggiati su colonne striate.
Il chiostro (1797), infine, è neoclassico.